# Z-3马克斯·舒尔茨号驱逐舰
Z-3“马克斯·舒尔茨”号（德語：Z 3 Max Schultz）是德国国家海军暨战争海军于1930年代中期建造的十六艘1934级驱逐舰的三号舰，得名于在一战中阵亡的原帝国海军第六鱼雷艇区舰队司令、海军少校马克斯·舒尔茨。该舰于1935年1月2日开始在基尔德意志船厂铺设龙骨，同年11月30日下水，至1937年4月8日、即第二次世界大战爆发前两年交付使用。入役后，其大部分时间都用于训练，但也参加了1939年初对梅默尔的占领行动。
二战爆发前不久，Z-3号意外地撞沉了一艘德国鱼雷艇，并在接下来的一个月里接受维修。1940年2月中旬，在前往北海搜寻英国拖网渔船的“维京行动”期间，其姊妹舰Z-1“莱贝雷希特·马斯”号遭到一架巡逻的德国轰炸机误击并沉没，造成280名船员丧生。而後Z-3號在救援Z-1號船員的過程中遇襲沉沒，舰上308名官兵全数遇难。当时的调查法庭宣称Z-3号是被德国轰炸机炸沉的，然而战后的研究表明，它可能是触雷沉没。

## 发展及设计
1934级驱逐舰的设计工作开始于1932年，尽管结束第一次世界大战的《凡尔赛条约》明确限制了德国驱逐舰吨位不得超过800長噸（810公噸）。德国人最初的设想是要建造比当时在役的法国和波兰驱逐舰更强大的大型舰艇，但随着国家海军期望轉成作为一款小型巡洋舰使用，其设计方案也随之变更。方案细节于1934年敲定，但设计工作似乎十分仓促，没有经过深思熟虑，因为艏楼较短且艏部外飘不足，從而影响了舰只的耐波性和稳定性。设计中唯一真正的创新部分——高压锅炉，则是一个过于复杂的设计，在安装至1934级之前几乎没有接受过任何舰载测试，并且在舰只的整个运用生涯期间经常发生故障。
Z-3“马克斯·舒尔茨”号的水线长和全长分别为114米和119米，有11.3米的舷宽以及最大4.23米吃水深度；其设计排水量为2,223吨，满载时则可达3,156吨。标准船员编制为10名军官和315名水兵，在担任区舰队旗舰时还可额外增加4名军官和19名水兵。该舰由两台瓦格纳齿轮传动蒸汽轮机提供动力，各负责驱动一副直径为3.25米的三叶螺旋桨。过热蒸汽则由六台瓦格纳水管锅炉供应，这使得它在70,000匹軸馬力（52,000千瓦特）额定功率下的设计航速为36節（67每小時），但实际上其最高速度甚至可达38.7節（71.7每小時）。Z-3号最多可贮存752吨燃料油，理论上能够以19節（35每小時）的速度巡航4,400海里（8,100），但它在实际运用中有重心过高的問題，導致30%的燃料必须作为压舱物保留在舰内。事实证明Z-3號在19节航速时的有效行程仅为1,530海里（2,830）。
舰只装备有五门127毫米34式速射炮，架设在带有艦砲防盾的单装炮座上。其中舰艛的前后各有两门采用背负式布置，第五门则安装在后部舰艛的顶端，并从前到后编为1至5号。防空武器由安装在与后部烟囱并排的一对双联装炮座上的四门37毫米30式速射炮和六门单座20毫米30式高射炮组成。此外，该舰还在中心线上的两个四联装动力操纵式底座上安装有八具533毫米鱼雷发射管，每个底座配备一对重新装填装置。四个深水炸弹发射器则安装在艉后部甲板室的侧面，再辅以舰艉两侧的六具单装深水炸弹支架，合共可携带32或64枚炸弹。布雷轨道安装在后甲板，最多可贮存60枚水雷。作为探测潜艇的工具，舰上也搭载有一套称为“群听装置”的被动式水听器。

## 建造及服役
Z-3“马克斯·舒尔茨”号得名于1917年1月指挥第六鱼雷艇区舰队在海战中阵亡的德意志帝国海军少校马克斯·舒尔茨。它于1934年7月7日由德国国家海军所订购，自1935年1月2日起开始在基尔的德意志造船厂铺设龙骨，建造序列为244。该舰于1935年11月30日下水，至1937年4月8日竣工，首任舰长为海军少校马丁·巴尔策。同年10月26日，Z-3号被编入第1驱逐支舰队，并于1938年4月与其姊妹舰Z-2“格奥尔格·蒂勒”号和Z-4“理夏德·拜岑”号一同访问了挪威港口于尔维克。然后它被移交予造船厂重建舰艏，以解决艏部在顶头浪中进水严重的问题，从而使其长度增加了0.3米。重新投运后，该舰参加了8月22日为阿道夫·希特勒和匈牙利摄政王霍尔蒂·米克洛什举行的海上阅兵以及接下来的舰队操练。12月，Z-3号又与姊妹舰Z-1“莱贝雷希特·马斯”号、Z-2号和Z-4号一同航行到冰岛地区，以评估它们的新舰艏在北大西洋冬季的适航性。1939年3月23日至24日，Z-3号成为护送全副武装的装甲舰德国号的驱逐舰之一，这艘装甲舰当时负责搭载希特勒去往立陶宛宣布占领梅默尔。它还作为海军少将京特·吕特晏斯的旗舰参加了在地中海西部举行的春季舰队演练，并于4月和5月多次访问西班牙和摩洛哥港口。
第二次世界大战爆发的前几天，即1939年8月27日凌晨，Z-3号在博恩霍尔姆岛附近意外地撞沉了德国鱼雷艇虎号。鱼雷艇上有2人死亡、6人负伤。Z-3号雖无人員伤亡，但舰艏严重受损而不得不暂时由Z-2号拖曳行进，并以舰艉居前。半小时后，两艘拖船到达，接手以4節（7.4每小時）的速度将其拖到斯维讷明德。直至9月下旬Z-3号一直处于维修状态，因此错过了波兰战役。该舰于10月期间主要在斯卡格拉克海峡巡逻，以检查中立国船舶是否搭载有违禁品。10月28日，当它从一次类似的巡逻中返航时，舰上的一台蒸汽轮机发生爆炸，导致1号锅炉舱进水并使该舰的动力中断。儘管拖拽的尝试未能奏效，但Z-3号仍设法恢复了动力而得以自行驶回基尔接受维修。1940年2月9日至10日，Z-3号、Z-4号和Z-16“弗里德里希·埃科尔特”号在哈里奇附近的希普沃什水域布设了110枚磁性水雷，造成共6艘总注册吨位达28,496吨的船舶触雷沉没，以及1艘受损。
1940年2月22日，Z-3号与第1区舰队的另外五艘姊妹舰Z-1号、Z-4号、Z-6“特奥多尔·里德尔”号、Z-13“埃里希·克尔纳”号和Z-16号共同执行“维京行动”，前往多格滩拦截英国拖网渔船。在途中，该区舰队据信遭到德国空军第26轰炸联队的一架He 111轟炸機误击。Z-1号被至少一枚炸弹命中而失去控制，并在断成两半后沉没，导致280名船员丧生。在救援过程中，Z-3号则撞上了一枚水雷而沉没，舰上308名官兵全数遇难。希特勒下令召开调查法庭，以查明损失的原因，结论是两艘军舰均是被He 111轰炸机的炸弹所击沉。德国海军既未向其麾下的驱逐舰告知德国空军当时正在进行反舰巡逻，也未向德国空军通知自军驱逐舰会通過任務水域。但战后的研究表明，当中的一艘或全部两艘军舰可能是撞上了由英国驱逐舰艾凡赫号和勇猛号布设的水雷区。